# Article 29 de la Charte canadienne des droits et libertés
L'article 29 de la Charte canadienne des droits et libertés est un des articles sous la rubrique Dispositions générales de la Charte des droits de la Constitution du Canada. 

## Texte
« 29. Les dispositions de la présente charte ne portent pas atteinte aux droits ou privilèges garantis en vertu de la Constitution du Canada concernant les écoles séparées et autres écoles confessionnelles. »

— Article 29 de la Charte canadienne des droits et libertés

## Interprétation
L'article 29 se préoccupe spécifiquement des écoles confessionnelles et des écoles séparées. Toutefois, il n'est pas la source de leur statut juridique ; il réaffirme plutôt les droits spéciaux préexistants garantis aux catholiques et aux protestants ailleurs dans la Constitution nonobstant le droit à la liberté de religion et le droit à l'égalité religieuse sous les articles 2 et 15 de la Charte.
Dans les faits, puisque l'article 29 de la Charte canadienne n'est pas un droit, il n'a pas pu empêcher l'abolition des commissions scolaires confessionnelles au Québec et à Terre-Neuve-et-Labrador. Cela a été effectué par une modification provinciale à l'article 93 de la Constitution canadienne. Il existe en effet un mécanisme à l'article 43 de la Loi constitutionnelle de 1982 par lequel une province peut modifier une partie de la Constitution qui s'applique à elle uniquement, qui s'effectue par proclamation du gouverneur général et qui est autorisée par des résolutions du Sénat et de la Chambre des communes .